# Gare de Colmar-Usines
Ne doit pas être confondu avec Gare de Colmar-Berg.
La gare de Colmar-Usines est une gare ferroviaire luxembourgeoise de la ligne 2b, d'Ettelbruck à Bissen, unique section encore en service de la ligne de l'Attert, située sur le territoire de la commune de Colmar-Berg, dans le canton de Mersch.
C'était une gare voyageurs de la Société nationale des chemins de fer luxembourgeois (CFL), avant sa fermeture en 1969.

## Situation ferroviaire
Établie à 208 mètres d'altitude, la gare de Colmar-Usines est située au point kilométrique (PK) 47,525 de la ligne de l'Attert, entre la gare aujourd'hui fermée de Bissen et celle de Schieren.

## Histoire
La gare de Colmar-Usines est mise en service par la Société anonyme luxembourgeoise des chemins de fer et minières Prince-Henri, lors de l'ouverture à l'exploitation de la section de Steinfort à Ettelbruck le 20 avril 1880.
La gare est fermée le 5 avril 1969, en même temps que le trafic voyageurs sur la ligne de l'Attert, ainsi que l'exploitation même de la quasi-totalité de la ligne. Le bâtiment voyageurs et le quai sont toujours visibles, la gare sert toujours de point de croisement pour les trains de fret parcourant la ligne 2b.

## Service des voyageurs
Gare fermée depuis le 5 avril 1969. La gare n'est plus desservie par autobus, l'arrêt Colmar Usines du Régime général des transports routiers est situé plus au sud, au niveau de l'usine Goodyear.